# Puținei (okręg Mehedinți)
Puținei – wieś w Rumunii, w okręgu Mehedinți, w gminie Izvoru Bârzii. W 2011 roku liczyła 189 mieszkańców.